# Lac Elbow
Pour les articles homonymes, voir Elbow Lake.
Le lac Elbow est un lac situé en Alberta, au Canada. Il se trouve dans le Passage Elbow, au nord du Passage Highwood de Kananaskis. On peut y accéder par l'autoroute 40 dans le passage Elbow. Le lac Elbow se situe à une altitude de 2 120 m (environ 7 000 pieds), et il est aussi la source de la Rivière Elbow. Il y a des grizzlis qui divertissent des visiteurs.

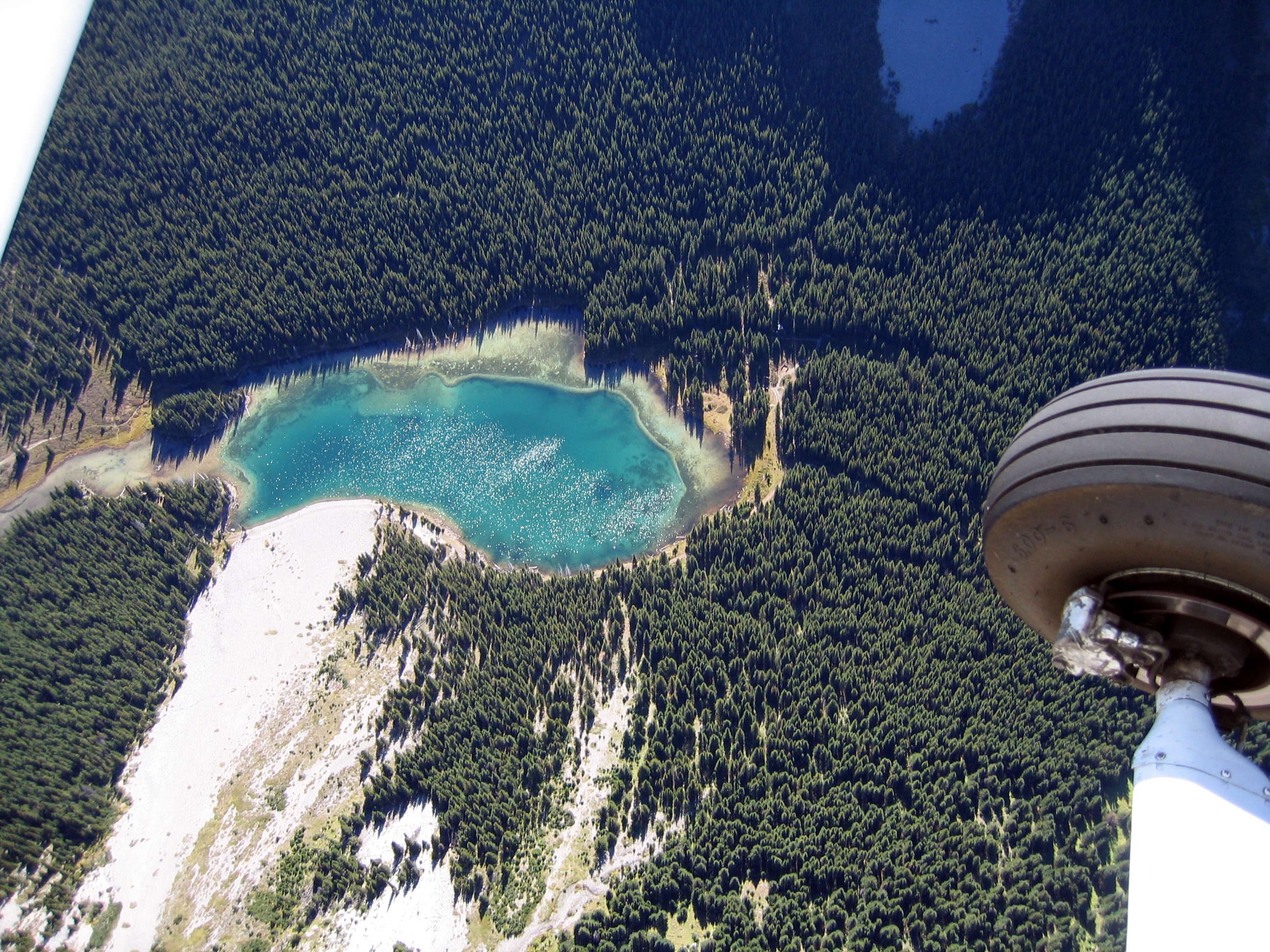
Une vue aérienne de Lac Elbow
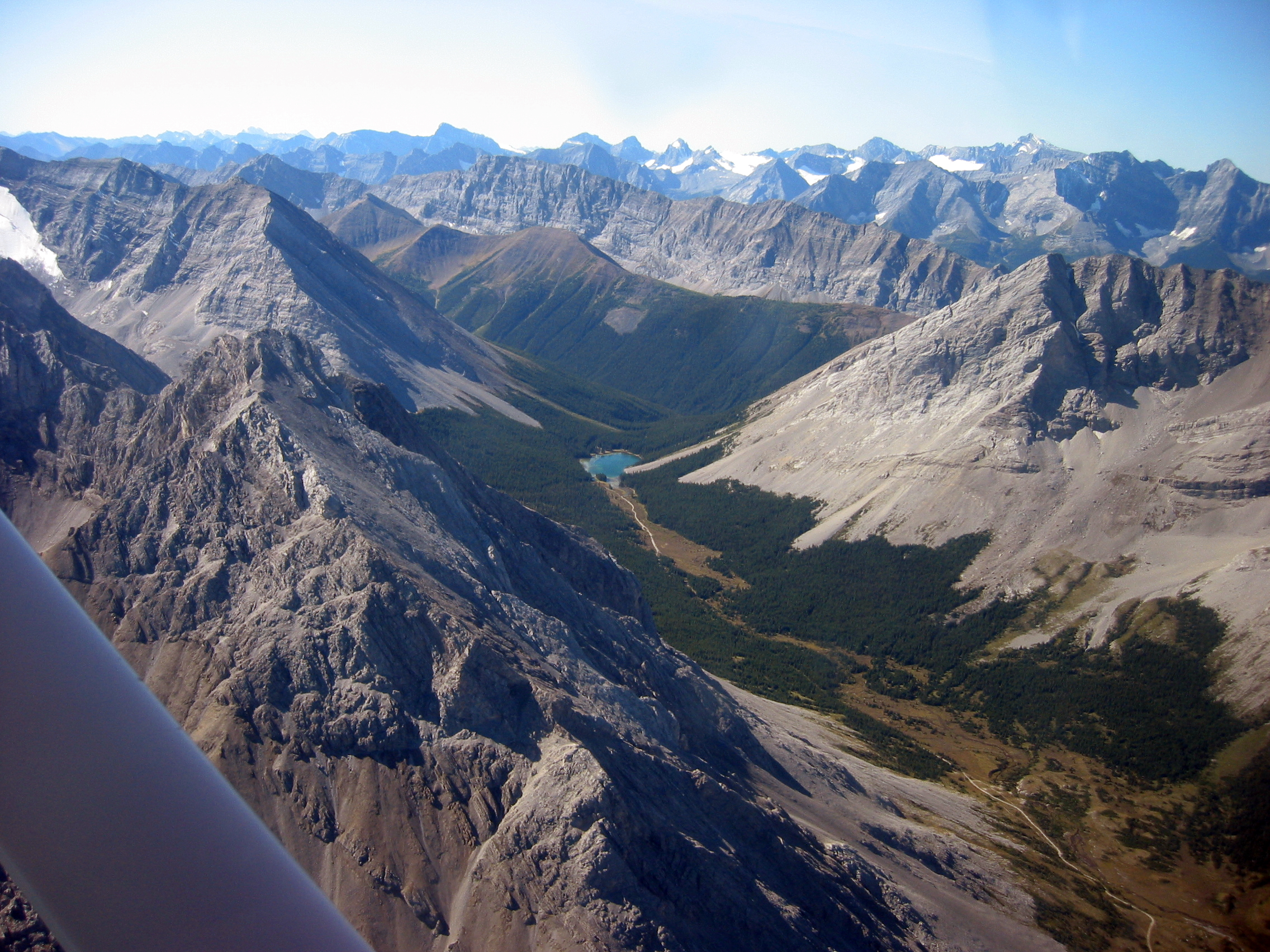
La vallée Elbow